# منصة غوفي
غوفي (بالإنجليزية: GUVI)‏ هي منصة على الإنترنت لتعلم برمجة الحاسوب مقرها في الهند. تقدم دورات برمجة مجانية ومدفوعة للطلاب والمهنيين العاملين باللغات الهندية. مهمة غوفي هي "جعل التعليم الفني متاحا للجميع بلغاتهم الأصلية".

## التاريخ
بدأت شركة غوفي بقناة يوتيوب في عام 2011. نشرت القناة مقاطع فيديو تعليمية ودورات ومواد تدريبية أنشأها آرون براكاش وسريديفي آرون براكاش وإس بي بالاموروجان. تم نشر مقاطع الفيديو باللغة التاميلية والتيلجو والماراثية ، بهدف الوصول إلى أشخاص لا يجيدون اللغة الإنجليزية.
تَركُ آرون براكاش وسريديفي آرون براكاش وإس بي بالاموروجان وظائفهم في عام 2014 وأسسوا شركة غوفي. تم بدء العمل في الشركة برأس مال أولي قدره 1,000,000 روبية، وتم حضانة الشركة في منشأة ار تي بي اي التابعة لجامعة IIT Madras. حصلت الشركة على تمويل بذري قدره 500,000 روبية، وتم إطلاقها بشكل رسمي في نوفمبر 2014.
حصلت غوفي في أبريل 2019 على دفعة تمويلية أولية بقيمة 10000000 روبية من شركة جراي ماترز كابيتال إدلابس (بالإنجليزية: Gray Matters Capital edLABS)‏ الأمريكية. كما حصلت الشركة على 60000000 روبية في جولة تمويلية قبل السلسلة أ من صندوق حوافز التعليم (بالإنجليزية: Education Catalyst Fund)‏، وهو صندوق رأس المال المخصص للتعليم والذي يتم إدارته بواسطة سي بي ايه كابيتال.

## الفعاليات
نظمت غوفي بالتعاون مع إيباث في يونيو 2020، تحدي مهارات الروبوتات الطباعية للهند (بالإنجليزية: All India Robotic Process Automation Skillathon)‏ لتوفير فرصة للطلاب للاطلاع على أتمتة العمليات الآلية. وشملت الفعالية أكثر من 400 كلية في جميع أنحاء الهند وأكثر من 60000 مشارك.
قدمت غوفي دورات برمجة مجانية على الانترنت في مارس 2020 (خلال إغلاق جائحة كوفيد -19 في الهند).

## التقدير والجوائز
تم دعم غوفي من قبل جوجل برنامج مُسْرع انطلاق (بالإنجليزية: Launchpad Accelerator Program)‏ في عام 2017.